# Château d'Orfeuille
Le château d'Orfeuille est un château situé à Gourgé dans le département français des Deux-Sèvres.

## Historique

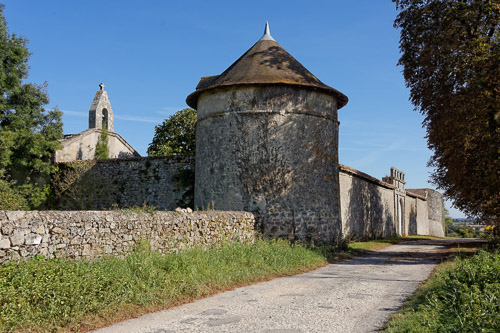
L'entrée.

Le château, datant du XVIIe siècle et en partie restauré au XIXe, est inscrit au titre des monuments historiques depuis le 3 juin 1996.